# Schlatt (Adelsgeschlecht)

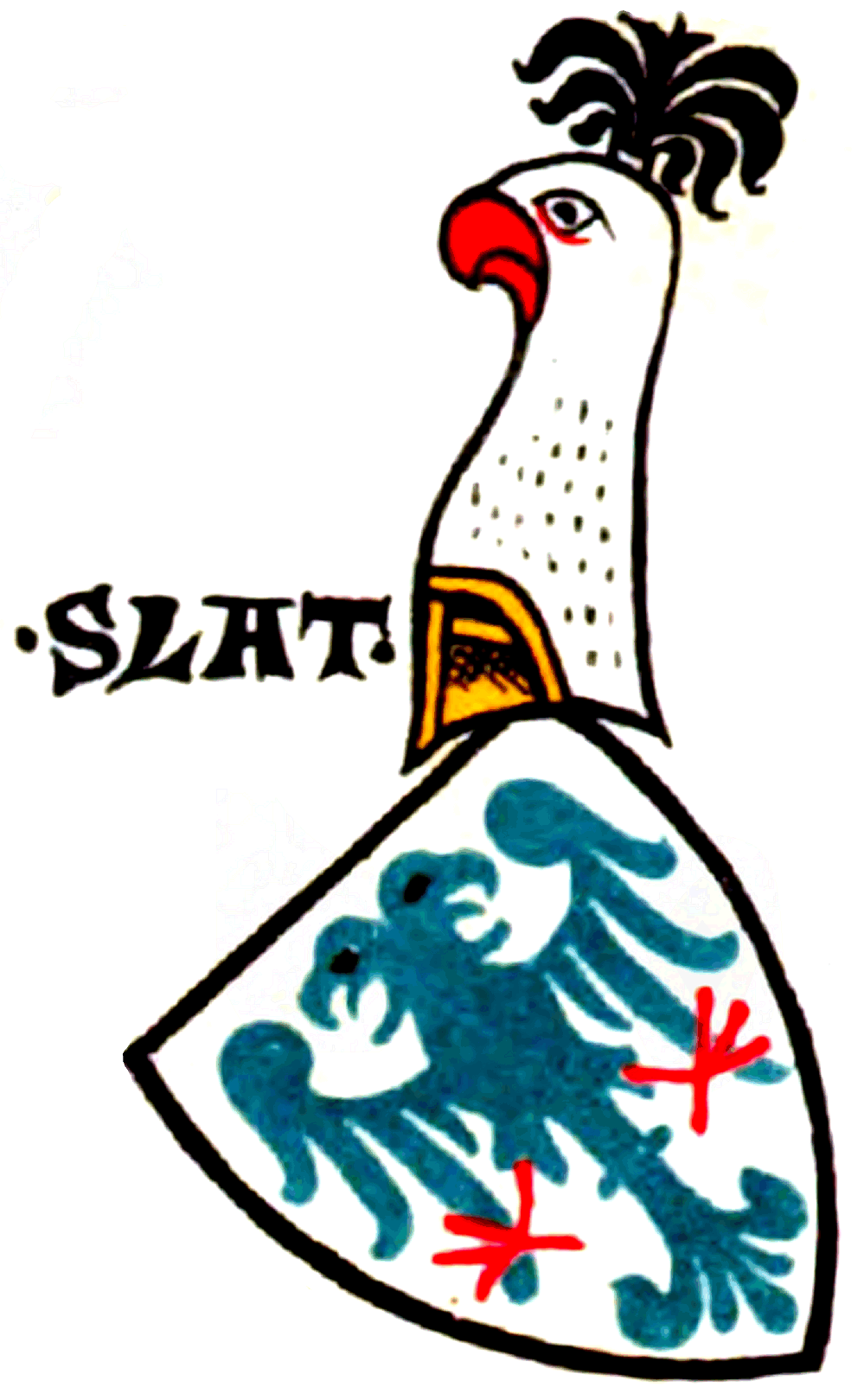
Wappen der Herren von Schlatt in der Zürcher Wappenrolle, ca. 1340

Schlatt (auch Slâte oder Slat) ist der Name eines mittelalterlichen Adelsgeschlechts, das sich nach der Burg im Dorf Schlatt bei Winterthur in der Schweiz benannte.

## Geschichte
Die Herren von Schlatt gehörten ursprünglich dem Freiherrnstand an, bevor sie zu Ministerialen der Grafen von Kyburg herabstiegen, deren Bannerherrn sie waren.
Eine Schenkungsurkunde an die Abtei St. Gallen nennt bereits 754 den Ort Slâte (alemannisch für Schilf, Bodensenkung oder sumpfiger Wald). 1094 urkundete Freiherr Hesso von Slâte. Albrecht von Schlatt erscheint 1180 namentlich. Die Herren von Schlatt verwalteten dieses Dorf in klösterlichem Besitz und bewohnten die Burg über der Kirche bis 1361. Die Kirche wird 1241 als Eigentum des Ritters Konrad von Schlatt erwähnt. Vielleicht war Konrads Sohn oder Enkel der Ritter Konrad von Schlatt, der 1289 einen von Österreich lehenbaren Hof zu Dickbuch zu Gunsten des Klosters Töss aufsandte. Jener Konrad trat im Jahr 1300 gemeinsam mit Ritter Heinrich von Schlatt als Zeuge eines Briefs auf, den der Landrichter im Aargau ausstellte. 
Heinrich von Schlatt schenkte der Abtei Wettingen 1301 einen Hof und dazugehörende Güter, auf die sein Sohn Werner verzichtete.
In der „Mordnacht von Zürich“ in den Jahren 1336 bis 1355 genannten Fehde büsste Johannes von Schlatt seine Parteinahme für die Zürcher Patrizier mit dem Tod durch das Rad, und 1407 war Burkhard von Schlatt Bürger von Zürich. Möglicherweise ist die Zürcher bürgerliche Familie Schlatter seine Nachkommenschaft.
Auf die Freiherren von Schlatt geht auch das heutige Gemeindewappen von Schlatt zurück: in Silber ein blauer Doppeladler mit roten Fängen.